# استاکویث شرقی
استاکویث شرقی (به انگلیسی: East Stockwith) یک روستا و محله مدنی در بریتانیا است که در West Lindsey واقع شده‌است. استاکویث شرقی ۳۱۴ نفر جمعیت دارد.